# Frans Aerenhouts
Frans Aerenhouts (Wilrijk, 4 luglio 1937 – Wilrijk, 30 gennaio 2022) è stato un ciclista su strada belga.
Professionista tra il 1957 ed il 1967, vinse due edizioni della Gand-Wevelgem e una tappa alla Vuelta a España.

## Carriera
Dopo aver corso come indipendente nel 1957 e all'inizio del 1958, vincendo la Berliner Etappenfahrt del 1957, passò alla Groene Leeuw nel maggio del 1958, conquistando una vittoria di tappa al Tour de l'Ouest. Nel 1959 passò alla Mercier, vincendo l'Omloop Mandel-Leie-Schelde nel 1959, la Gand-Wevelgem nel 1960 e nel 1961, ed il Grote Bankprijs Roeselare nel 1962. Nel 1963 corse per la G.B.C., imponendosi nella tappa di Barcellona alla Vuelta a España. Nel 1964 tornò alla Mercier, conquistando il Grote Prijs Stad Zottegem nel 1965 ed il Tour du Brabant nel 1966. Nel 1967, ultimo anno da professionista, corse con la Mann, imponendosi al Grand Prix d'Antibes. Partecipò a quattro edizioni del Tour de France, due della Vuelta a España, una del Giro d'Italia e quattro campionati del mondo.

## Palmarès
- 1957 (dilettanti, una vittoria)

Classifica generale Berliner Etappenfahrt
- 1958 (Groene Leeuw-Léopold, due vittorie)

3ª tappa Tour de l'Ouest (Rennes > La Roche-sur-Yon)
1ª tappa Omloop van het Westen (Mons > Mons)
- 1959 (Mercier-BP-Hutchinson, due vittorie)

Omloop Mandel-Leie-Schelde (Meulebeke)
Stadsprijs Geraardsbergen
- 1960 (Mercier-BP-Hutchinson, due vittorie)

Gand-Wevelgem
Kessel-Lier
- 1961 (Mercier-BP-Hutchinson, due vittorie)

Gand-Wevelgem
Kessel-Lier
- 1962 (Mercier-BP-Hutchinson, una vittoria)

Grote Bankprijs Roeselare
- 1963 (G.B.C., una vittoria)

12ª tappa, 1ª semitappa Vuelta a España (Barcellona/Montjuïc)
- 1965 (Mercier-BP-Hutchinson, due vittorie)

Grote Prijs Stad Zottegem
Antwerpse pijl (Anversa)
- 1966 (Mercier-BP-Hutchinson, una vittoria)

Tour du Brabant (Lubbeek)
- 1967 (Mann-Grundig, una vittoria)

Grand Prix d'Antibes

### Altri successi
- 1958

Criterium di Charleroi
Criterium di Duffel
Criterium di Hoegaarden
Criterium di Wavre
- 1959

Campione belga a squadre (con Rik Van Steenbergen)
Criterium di Hemiksem
Criterium di Sint-Amands
- 1960

Criterium di Arendonk
Criterium di De Panne
- 1961

Campione belga a squadre (con Rik Van Steenbergen)
Acht van Brasschaat
- 1962

Criterium di Bornem
Criterium di Willebroek
- 1966

Grand-Prix des Carrières (Lessines)
Criterium di Sint-Lenaarts
- 1967

Criterium di Copenaghen
Criterium di Neerbeek

## Piazzamenti

### Grandi Giri
- Giro d'Italia

1963: ritirato
- Tour de France

1961: 17º
1963: 42º
1964: 75º
1965: 61º
- Vuelta a España

1963: 12º
1964: 31º

### Classiche monumento
- Milano-Sanremo

1958: 137º
1959: 21º
1963: 71º
- Giro delle Fiandre

1959: 34º
1960: 69º
1961: 19º
1963: 32º
1965: 16º
1966: 31º
- Parigi-Roubaix

1959: 9º
1960: 6º
1961: 11º
1962: 7º
1963: 19º
1964: 31º
- Liegi-Bastogne-Liegi

1959: 8º
1960: 22º

### Competizioni mondiali
- Campionati del mondo

Waregem 1957 - In linea Dilettanti: 19º
Reims 1958 - In linea: 9º
Karl-Marx-Stadt 1960 - In linea: 18º
Berna 1961 - In linea: ritirato
Ronse 1963 - In linea: ritirato